# Ван дер Аа, Питер
Питер ван дер Аа (1659, Лейден — август 1733, Лейден) — голландский издатель и книготорговец, специализировался на переиздании старых карт и атласов.

## Биография
В 1719 году ван дер Аа издал в Амстердаме французский перевод книги Адама Олеария «Описание путешествия в Московию» (нем. Beschreibung der muscowitischen und persischen Reise) с иллюстрациями Николааса Витсена в виде гравюр. Среди них — рисунок «Город Москва, столица Московии».
Главной работой ван дер Аа стало вышедшее в 1729 году в Лейдене 27-томное издание Galerie Agréable du Monde («Приятная галерея мира»), состоящее из трёх тысяч гравюр.

## Почести
Аа (Aa), род орхидей из Южной и Центральной Америки, по одной из версий, назван немецким ботаником Генрихом Густавом Райхенбахом в честь Питера ван дер Аа — в знак признательности за то, что тот напечатал в 1698 году посвящённую орхидеям книгу Paradisus Batavus голландского ботаника Пауля Германа, скончавшегося в 1695 году.

## Издания ван дер Аа
- Nouvel Atlas

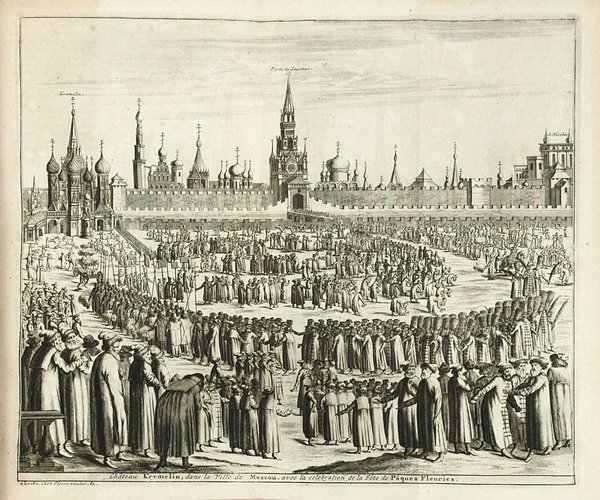
Вид Московского кремля в XVII веке (издано Питером ван дер Аа в 1727 году)

- Schipvaart door de straat en Zuyd Zee gedaan om de gantsen aardkloot, Лейден, 1706—1708 (16 × 23,2 cm)
- Zeetogten door Thomas Candys na de West Indiën, en van daar rondom den gantzen aardkloot gedaan.
- Deel van Amerika. Door C.Kolumbus in zyn, Лейден, 1706—1708 (16 × 23,6 cm)
- Amerika of de Nieuwe Weereld Aller eerst Door C. Kolumbus, Лейден, 1705
- New Engeland in twee Scheeptogten door John Smith, Лейден, 1705
- De voor Eylanden van America. Florida, New Mexico, Лейден, 1705
- 'T Vaste Land van Darien ten Zuiden Cuba en Hispaniola Gelege, Лейден, 1705
- Cuba en Jamaica, soo als die door Kolombus.., Лейден, 1705
- Reys togt door Thomas Coryat van Jerusalem, Лейден, 1705
- De zee en land-reysen vandenridder Hendrik Blunt, Лейден, 1705
- Melite Insula vulgo Malta, Лейден, 1712
- Valetta Civitas Nova Maltae olim Millitae, Лейден, 1712
- Voyages Très-curieux & très-renommez faits en Moscovie, Tartarie et Perse, Par le Sr. Adam Olearius…(«Очень любопытные и знаменитые поездки, совершенные в Московию, Тартарию и Персию Господином Адамом Олеарием…» в 1664—1665 гг.), Лейден, 1719[8]
- Путешествия по Московии (Адама Олеария в 1664—1665 гг., гравюры из книги). Лейден, 1727[9]
- Galerie Agréable du Monde(«Приятная галерея мира») (1728)